# Polyalthia lancilimba
Polyalthia lancilimba C.Y. Wu ex P.T. Li – gatunek rośliny z rodziny flaszowcowatych (Annonaceae Juss.). Występuje naturalnie w południowo-wschodnich Chinach – w południowo-wschodniej części Junnanu. 

## Morfologia
PokrójZimozielone drzewo dorastające do 20 m wysokości. Kora ma szarą barwę. Młode pędy są owłosione.
LiścieMają kształt od podłużnego do podłużnie lancetowatego lub eliptycznego. Mierzą 13,5–24 cm długości oraz 4–5 cm szerokości. Nasada liścia jest klinowa. Blaszka liściowa jest o spiczastym wierzchołku. Ogonek liściowy jest owłosiony i dorasta do 2–3 mm długości.
KwiatySą pojedyncze lub zebrane w pary, rozwijają się w kątach pędów. Działki kielicha mają owalny kształt, są owłosione od strony zewnętrznej i dorastają do 2 mm długości. Płatki mają podłużny kształt, są skórzaste, owłosione od zewnątrz, osiągają do 6–10 mm długości. Kwiaty mają owłosione owocolistki o owalnie podłużnym kształcie.

## Biologia i ekologia
Rośnie w lasach, na terenach nizinnych. Kwitnie od kwietnia do maja, natomiast owoce dojrzewają od czerwca do sierpnia.